# Hansa-Lloyd
Hansa-Lloyd — западногерманская автомобилестроительная компания, существовавшая с 1914 по 1961 год.

## История

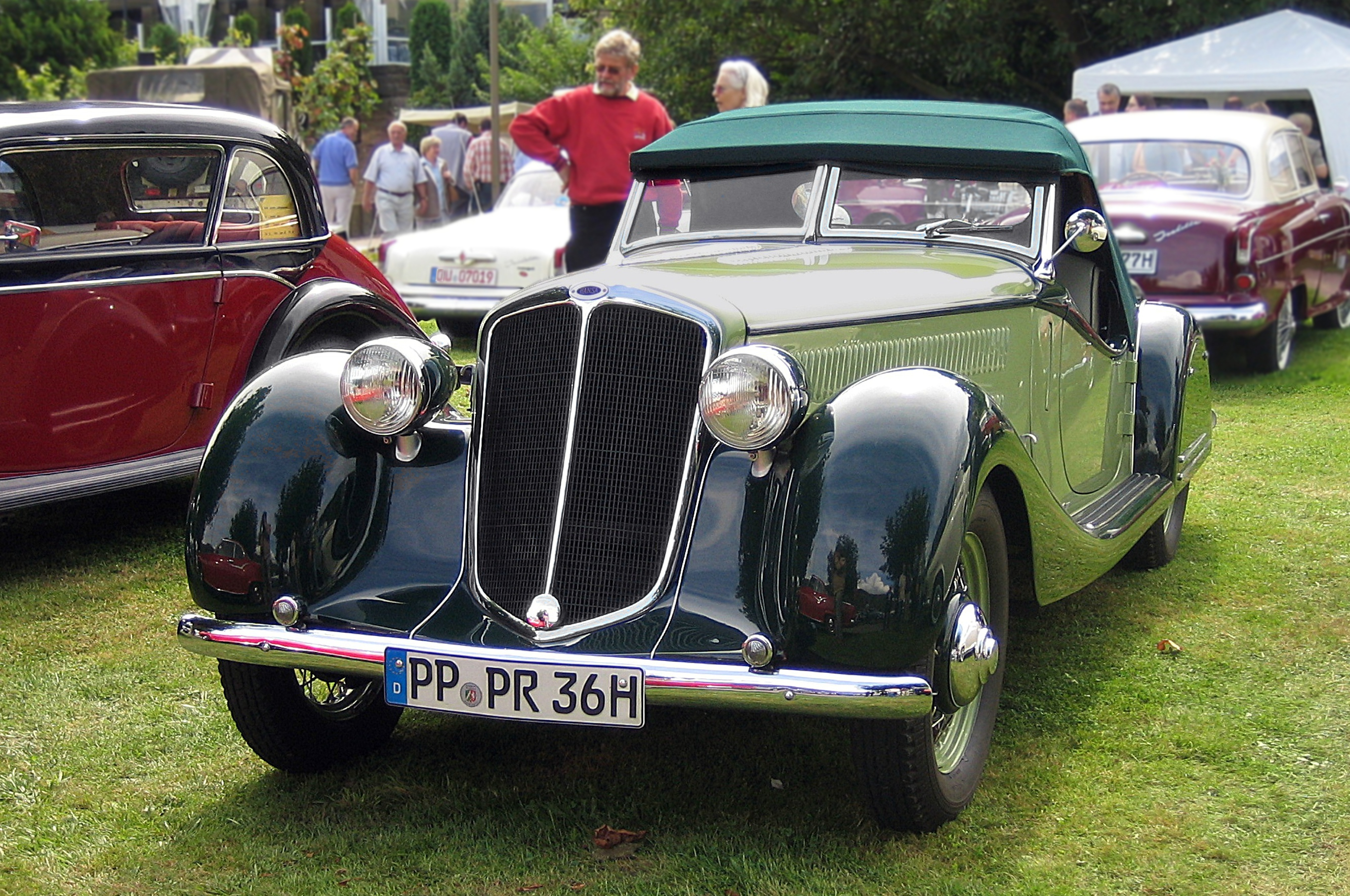
Hansa 1700 Sport, 1935 год

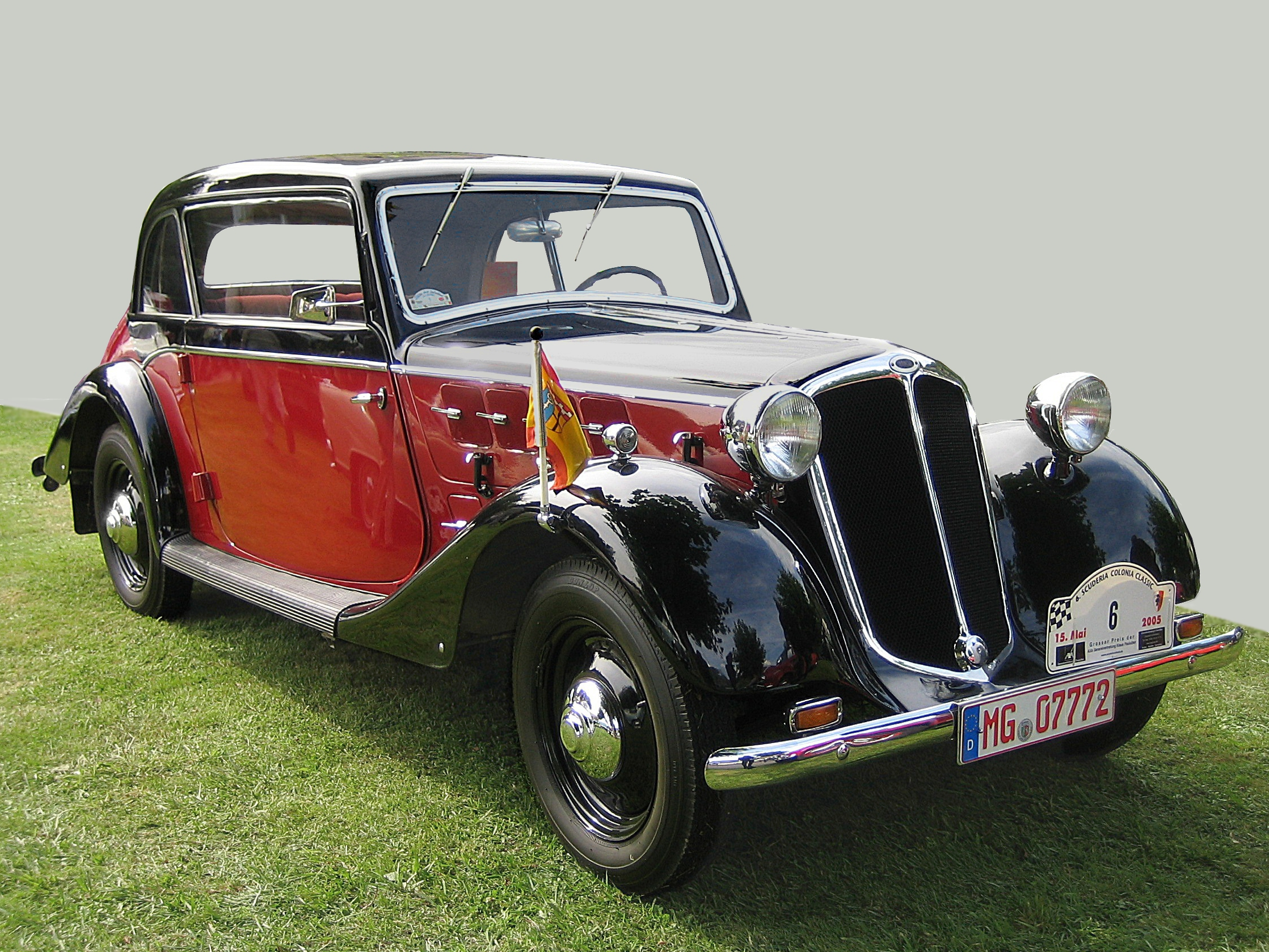
Hansa 1100, 1937 год

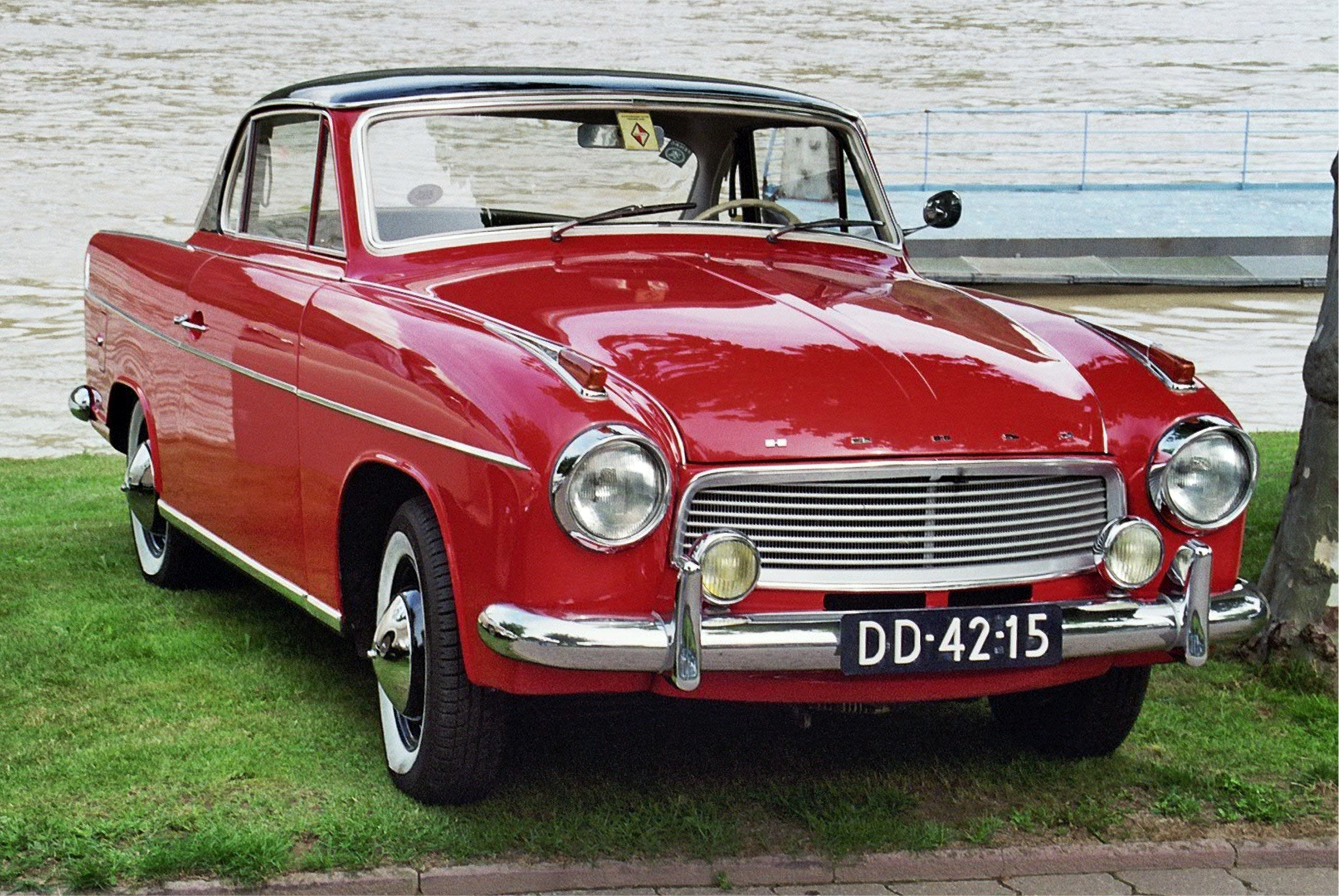
Hansa 1100 Coupe

Автомобильная компания «Hansa-Automobil Gesellschaft m.b.H» была создана в 1905 году. В 1914 году она объединилась с «Norddeutsche Automobil und Motoren AG» (NAMAG). Так появилась компания «Hansa-Lloyd-Werke A.G.». В 1929 году бренд был приобретён группой компаний Borgward.
В 1934 году фирма была назначена головным разработчиком и изготовителем лёгких полугусеничных тягачей Sd.Kfz. 11 для буксировки артиллерийских орудий массой до 3 т. В 1936 году Hansa-Lloyd присоединилась к выпуску 8-тонных средних транспортёров Sd.Kfz. 7, разработанных компанией Krauss-Maffei.
Во время Второй мировой войны фабрика в Бремене была практически полностью разрушена.

## Модели и годы выпуска
- Hansa-Lloyd Treff-Aß (1920—1925)
- Hansa Typ P (1921—1928)
- Hansa-Lloyd Trumpf-Aß (1926—1930)
- Hansa Imperator (1926—1930)
- Hansa Typ A6 / А8 (1927—1931)
- Hansa Luxus (1930—1933)
- Hansa Matador (1930—1931)[3]
- Hansa Konsul (1931—1932)
- Hansa Senator (1930—1933)
- Hansa 400 / 500 (1933—1934)
- Hansa 1100 / 1700 (1934—1939)
- Hansa 2000 (1937—1942)
- Hansa 3500 (1937—1939)
- Borgward Hansa 1500 (1949−1952)
- Borgward Hansa 1800 (1952−1954)
- Borgward Hansa 1800 D (1953—1954)
- Borgward Hansa 2400 / Sport / Pullman (1952—1958)